# Diving Machine G5
Diving Machine G5 (chin.: 飛天潛艇 G5) in Janfusun Fancyworld (Taiwan) ist eine Stahlachterbahn vom Modell Dive Coaster des Herstellers Bolliger & Mabillard, die am 29. März 2000 eröffnet wurde. Sie war nach Oblivion in Alton Towers die zweite Achterbahn des Modells.
Die 381 m lange Strecke, die spiegelbildlich baugleich zu Oblivion in Alton Towers ist, erreicht eine Höhe von 54,6 m. Auf der 87,5° steilen Abfahrt erreichen die Wagen eine Höchstgeschwindigkeit von 110 km/h. Dabei entwickeln sich 5 g.

## Wagen
Diving Machine G5 besitzt sechs einzelne Wagen. In jedem Wagen können 16 Personen (zwei Reihen à acht Personen) Platz nehmen. Als Rückhaltesystem kommen Schulterbügel zum Einsatz.